# بريجيد بالفور
بريجيد ماري بالفور (بالإنجليزية: Brigid Mary Balfour)‏ (وُلدت في 24 مايو 1914م - وتُوفيت في 1 مارس 1994م) هي عالمة بريطانية درست علم التشكل الخلوي والبنية الفوقية فيما يتعلق بوظيفة جهاز المناعة. شاركت بالفور في دراسة الخلايا المتغصنة، مدركةً أنها مستمدة من خلايا لانغرهانس، ولعبت دورًا هامًا في بدء وتعزيز ردود الفعل المناعية.

## حياتها المبكرة
وُلدت بريجيد بالفور في عام 1914م في ساحة سانت جورج هانوفر، لندن إلى هيلدا سنو باجيت وأرشيبالد إدوارد بالفور. وكان جدها لأمها هو السير ريتشارد هورنر باجيت، وهو سياسي بريطاني.

## حياتها المهنية
بدأت بلفور حياتها المهنية في المعهد الوطني للبحوث الطبية العاملة في مجال التغذية، كجزء من شعبة المعايير البيولوجية في عام 1945م، ثم أصبحت في عام 1957م عضوًا في شعبة علم المناعة التي تشكلت حديثًا، تحت قيادة جون همفري، وعملت جنبًا إلى جنب مع بريجيت أسكوناس ووالتر بروكلهورست، ثم غادرت المعهد في عام 1978.

## الجوائز
عضو كلية الجراحين الملكية بإنجلترا